# Wulpia
Wulpia (Vulpia C.C.Gmel.) – rodzaj roślin z rodziny wiechlinowatych (Poaceae) wyróżniany w niektórych ujęciach systematycznych, dawniej podrodzaj w obrębie rodzaju kostrzewa Festuca i współcześnie też gatunki tu zaliczane często włączane są do tego rodzaju. Zalicza się tu 26 gatunków występujących głównie w strefie klimatu umiarkowanego na półkuli północnej, nieliczne występują na terenach górskich w strefie międzyzwrotnikowej, kilka rośnie w Ameryce Południowej.

## Systematyka
Synonimy
Distomomischus Dulac, Zerna Panzer
Pozycja systematyczna
Takson ten dawniej wyróżniany był w randze podrodzaju w obrębie rodzaju kostrzewa Festuca. Wyodrębniony został w randze rodzaju na podstawie kilku kryteriów morfologicznych, w tym dot. długości plew, oraz na podstawie różnicy w trwałości roślin – wulpie są jednoroczne, podczas gdy kostrzewy są bylinami. O bliskim pokrewieństwie obu rodzajów świadczy to, że tworzą mieszańce, a badania molekularne dowiodły, że relacje filogenetyczne różnych sekcji obu rodzajów są wzajemnie wymieszane. W efekcie współcześnie gatunki z rodzaju Vulpia ponownie włączane są do rodzaju Festuca.
Gdy rodzaj jest wyróżniany, klasyfikowany jest do rodziny wiechlinowatych (Poaceae), rzędu wiechlinowców (Poales). W obrębie rodziny należy do podrodziny wiechlinowych (Pooideae), plemienia Poeae, podplemienia Loliinae.
Gatunki flory Polski
Pierwsza nazwa naukowa według listy krajowej, druga – obowiązująca według bazy taksonomicznej Plants of the World online (jeśli jest inna)
- wulpia kolankowata Vulpia geniculata (L.) Link ≡ Festuca geniculata (L.) Lag. & Rodr. – efemerofit
- wulpia mysi ogon Vulpia myuros (L.) C. C. Gmel. ≡ Festuca myuros L.
- wulpia orzęsiona Vulpia ciliata Dumort. ≡ Festuca ambigua Le Gall – efemerofit
- wulpia stokłosowata Vulpia bromoides (L.) S. F. Gray ≡ Festuca bromoides L. – epekofit